# Valeur par défaut
« par défaut » redirige ici. Pour l’utilisation de l’expression par la justice, voir Jugement par défaut (homonymie).
En mathématiques, informatique ou en recueil de données, une valeur par défaut est une donnée arbitraire utilisée quand l’information réelle n’est pas connue. Elle est utilisée dans le traitement de l'information quand il n’est pas possible d’avoir une valeur indéterminée.
En informatique, selon les normes et langages, les variables peuvent avoir une valeur par défaut prévisible ou imprévisible ou bien ne pas avoir de valeur par défaut. Dans ce dernier cas, une valeur doit être affectée à la variable, soit par le programmeur, soit par l’utilisateur (à travers une interface utilisateur), avant d’être utilisée.